# Cinnamomum utile
Cinnamomum utile är en lagerväxtart som beskrevs av André Joseph Guillaume Henri Kostermans. Cinnamomum utile ingår i släktet Cinnamomum och familjen lagerväxter. Inga underarter finns listade i Catalogue of Life.